# Wim van Doorne
Wilhelmus Antonius Vincentius van Doorne (Griendtsveen, 19 juli 1906 – Eindhoven, 3 mei 1978) was een Nederlands industrieel die vooral bekendheid kreeg door zijn aandeel in de oprichting van DAF.

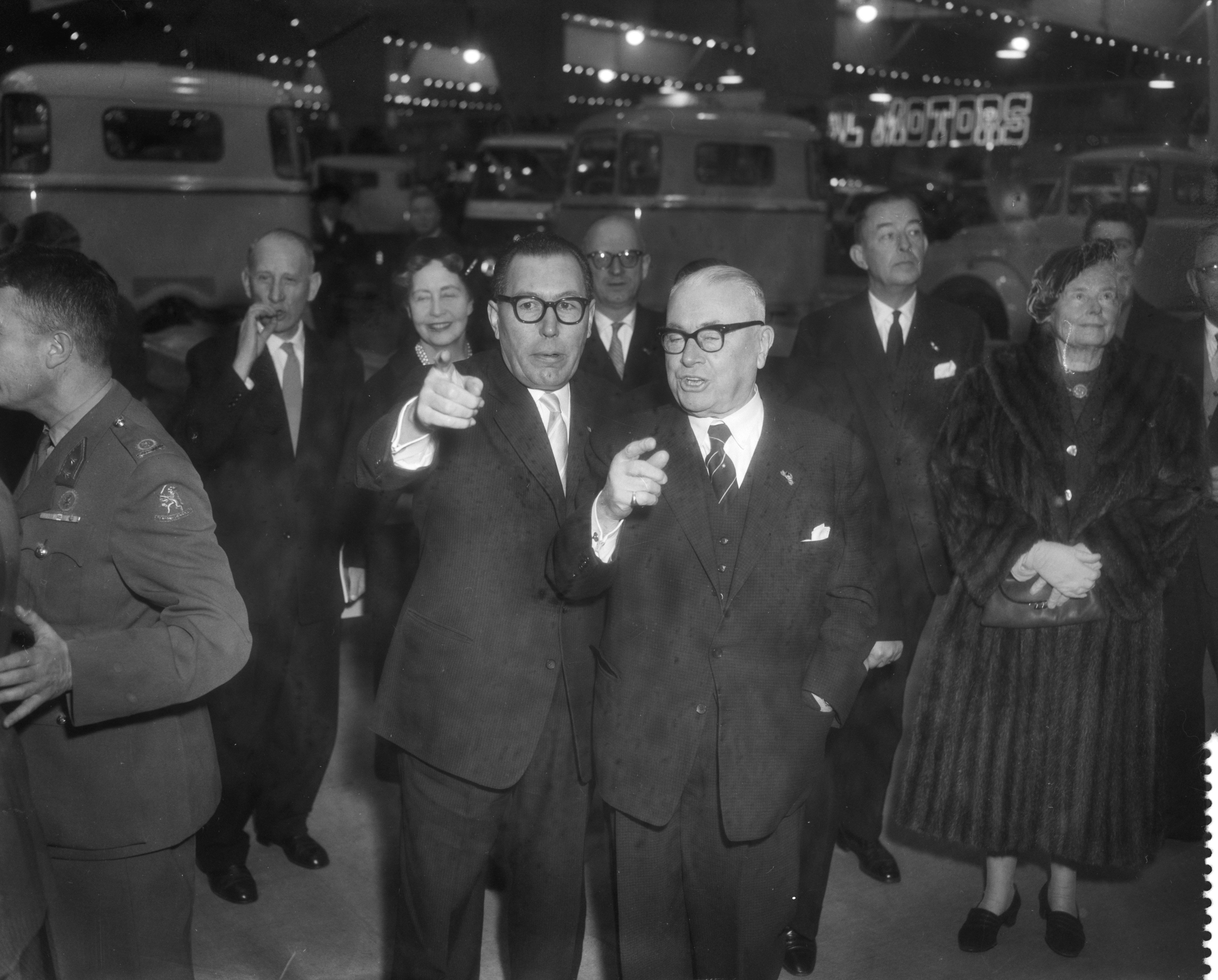
Wim van Doorne (links) bij de opening van de bedrijfsautomobielententoonstelling in de RAI

Wim van Doorne was met zijn broer Hub in 1928 oprichter van het bedrijf Hub van Doorne's Machinefabriek en Constructiewerkplaats, dat later tot Van Doorne's Aanhangwagenfabriek N.V. en weer later Van Doorne Automobielfabriek of kortweg DAF zou uitgroeien.
Terwijl Hub het technisch talent bezat, legde Wim zich toe op de commerciële kanten van het bedrijf. Hij werd in 1965 president-directeur van DAF, na het afscheid van Hub, en was de initiatiefnemer voor de oprichting van de personenautofabriek te Born. Hij overleed op 71-jarige leeftijd.
Wim van Doorne was gehuwd met W.M.G. Thomassen en kreeg drie zonen: Martin (1933-2022), Piet (1936-1994) en Willy (1939-2020). Zijn kleinzoon Tom van Doorne zet als meubelontwerper en -verkoper het ondernemerschap van de familie voort.
- Biografisch Portaal: 26272035
- International Standard Name Identifier: 0000 0003 9142 5698
- Nederlandse Thesaurus van Auteursnamen: 315269995
- Virtual International Authority File: 285233629
- WorldCat: E39PBJqVWhpFXvBRf3QHJbqfbd